# Poiseul-la-Grange
Poiseul-la-Grange település Franciaországban, Côte-d’Or megyében. Lakosainak száma 68 fő (2022. január 1.). Poiseul-la-Grange Étalante, Chanceaux, Oigny, Billy-lès-Chanceaux, Échalot, Lamargelle és Léry községekkel határos.

## Népesség
A település népességének változása:
| Lakosok száma | 139  | 86   | 80   | 72   | 59   | 58   | 58   | 55   | 53   | 68   |
|               | 1968 | 1982 | 1990 | 2006 | 2013 | 2015 | 2017 | 2019 | 2020 | 2022 |